# Elecciones estatales de Hesse de 2009
Unas elecciones estatales al Parlamento Regional Hesiano se celebraron en Hesse el 18 de enero de 2009. El motivo de las elecciones anticipadas fue la incapacidad de los partidos para formar un gobierno después de la inconclusa elección de 2008.

## Temas y antecedentes
Hesse había estado en medio de un estancamiento político desde enero de 2008, debido a que un nuevo gobierno todavía no era formado. La razón de que los partidos ideológicamente afines no pudieran formar un gobierno era la existencia de un nuevo grupo parlamentario en el parlamento, perteneciente a Die Linke. La coalición CDU/FDP no tenía mayoría, ni tampoco la coalición SPD/Verdes. Tanto el partido Die Linke como Los Verdes habían trabajado duro para establecer una coalición «rojo-verde-rojo» (SPD-Verdes-Linke), pero el SPD se negó a tal propuesta. La única otra opción era una gran coalición como a nivel federal, pero esto también era muy impopular.
La líder del SPD Andrea Ypsilanti, finalmente se rindió y trató de negociar con el partido Die Linke para formar una coalición rojo-verde-rojo, renegando una promesa que había hecho a principios de año sobre no negociar con este partido. Esta acción causó una revuelta interna entre los miembros del SPD en el Landtag, resultando en Ypsilanti siendo destituida como líder del partido y en la convocación a nuevas elecciones.
La elección de 2009 se consideró como un referéndum sobre el SPD; aunque la CDU se mantuvo impopular, el SPD era en ese momento mucho menos popular después de los recientes acontecimientos.
Roland Koch, el líder de la CDU y ministro-presidente de Hesse antes de las elecciones de 2008, se desempeñaba aún como ministro-presidente interino. Así que a pesar de que la CDU había sufrido una derrota electoral en 2008, Roland Koch no había salido de su puesto debido a la incapacidad del SPD para formar un nuevo gobierno.
Los candidatos para el cargo de ministro-presidente en 2009 fueron el titular Roland Koch de la CDU; el nuevo líder SPD en Hesse, Thorsten Schäfer-Gümbel; Tarek Al-Wazir de Los Verdes, Jörg-Uwe Hahn del FDP; y Willi van Ooyen de Die Linke.

## Resultados

Resultados

La elección significó un colapso del apoyo del SPD, que recibió su más bajo porcentaje de votos en la historia de Hesse. El SPD obtuvo menos del 25 % del total de escaños, muy por debajo del 38 % en 2008. Los votantes ex-simpatizantes del SPD se dividieron en partes iguales entre el FDP y Los Verdes. Los Verdes recibieron su más alto porcentaje de votos en la historia electoral de Hesse como resultado.
La CDU se mantuvo en el poder. Un gobierno CDU-FDP fue formado después de las elecciones.
La participación fue del 61,0 %, frente al 64,3 % en 2008. Esto significó la participación más baja en la historia de Hesse. Sólo las no vinculantes elecciones de 1946 (mientras Hesse estaba bajo ocupación militar) tuvieron una participación menor.
Los resultados completos fueron:
| Partido     | Partido      | Votos     | %                                 | Escaños | % respecto a los electores inscritos |
| ----------- | ------------ | --------- | --------------------------------- | ------- | ------------------------------------ |
|             | CDU          | 963 763   | 37,2                              | 46      | 22,0                                 |
|             | SPD          | 614 648   | 23,7                              | 29      | 14,0                                 |
|             | FDP          | 420 426   | 16,2                              | 20      | 9,6                                  |
|             | GRÜNE        | 356 040   | 13,7                              | 17      | 8,1                                  |
|             | DIE LINKE    | 139 074   | 5,4                               | 6       | 3,2                                  |
|             | REP          | 15 664    | 0,6                               | 0       | 0,4                                  |
|             | FREIE WÄHLER | 42 153    | 1,6                               | 0       | 1,0                                  |
|             | NPD          | 22 172    | 0,9                               | 0       | 0,5                                  |
|             | PIRATEN      | 13 796    | 0,5                               | 0       | 0,3                                  |
|             | BüSo         | 4136      | 0,2                               | 0       | 0,1                                  |
|             | Abstención   | 1 704 901 |                                   |         | 39,0                                 |
| Votos nulos | Votos nulos  | 78 513    | (2,9 % de los sufragios emitidos) |         | 1,8                                  |